# Nothofagus truncata
Nothofagus truncata (Engels: hard beech, Maori: tawhai raunui) is een soort uit de familie Nothofagaceae. De boomsoort is endemisch in Nieuw-Zeeland. Hij komt voor in het noorden van het Noordereiland tot meer zuidwaarts naar Marlborough en het zuiden van Westland van het Zuidereiland. De soort groeit in laaglandbossen en de lagere montane bossen.

## Synoniemen
- Fagus truncata Colenso
- Fuscospora truncata (Colenso) Heenan & Smissen